# Холодильна (платформа)
Холоди́льна — пасажирський зупинний пункт Дніпровської дирекції Придніпровської залізниці на допоміжній обхідній залізничній лінії 175 км — Зустрічний, що сполучає станції Сухачівка та Нижньодніпровськ-Вузол. Розташований у Чечелівському районі міста Дніпро. 

## Історія
Зупинний пункт відкритий у 1964 році. 

## Пасажирське сполучення
Наразі приміське сполучення через платформу Холодильна припинено. Раніше курсували приміські поїзди з Кам'янського через станцію Дніпро-Лоцманська у Синельниківському напрямку.